# Antoon (artiest)
Valentijn Antoon Remmert (Tijn) Verkerk, bekend als Antoon (Hoorn, 11 februari 2002), is een Nederlandse zanger, rapper, tekstschrijver en producer.

## Levensloop

### Vroege leven
Valentijn Verkerk is op 11 februari 2002 geboren in Hoorn en groeide op in de Noord-Hollandse plaats Midwoud. Hij is van jongs af aan met muziek bezig en begon vroeg met het spelen van drums en klassieke piano. Zijn ouders herkennen al vroeg het muzikale talent van hun zoon en steunen hem hier actief in door o.a. samen het hele land door te reizen vanaf het moment dat hij werd geboekt als dj. Dat begon al toen hij dertien jaar was. Toen hij 15 jaar was stopte hij met zijn vwo-opleiding om als jongste kandidaat ooit op de Herman Brood Academie te worden aangenomen.

### Carrière
Verkerk richtte zich in het begin als dj en producer voornamelijk op EDM-producties, maar ontwikkelde zijn stijl door hiphop en eigen teksten te integreren. Op de Herman Brood Academie leerde hij Twan van Steenhoven (Big2, The Opposites) kennen.
In mei 2020 tekende Antoon bij Dreamteam Music en verkreeg naamsbekendheid toen zijn eerste single Hyperventilatie in juni 2020 werd uitgebracht en viraal ging op het sociale medium TikTok.
Het eerste album van Antoon De nacht is van ons kwam uit in 2020. In hetzelfde jaar brengt hij de ep Heilig water uit samen met Big2. In 2021 brengt hij meerdere singles uit en eind 2021 start hij zijn clubtour waarbij hij negen poppodia bezocht. In 2022 werd Antoon genomineerd voor de Edison 'Nieuwkomer'.  Hij deed mee aan het online-televisieprogramma 'Het Jachtseizoen' van StukTV. Ook lanceerde hij een eigen kledinglijn, Maison PB.
Eind 2022 stond hij in de Ziggo Dome en werd hij benoemd tot de meest gestreamde artiest van 2022 op Spotify. Het nummer Vluchtstrook met Kris Kross Amsterdam en Sigourney K werd de meest gestreamde single van 2022.
In 2023 ontving hij de Qmusic Top 40 Award voor 'Beste Artiest Nationaal' en de Edison in de categorie pop. Ook verscheen in 2023 de muzikale film 'Antoon - Engel' over hem, waarvoor hij de 'Kristallen Film' kreeg uitgereikt.
Antoon tekende in 2023 bij Warner Music Group, Atlantic Records Benelux.

### Privéleven
Vlak voor zijn doorbraak in 2020 overleed zijn moeder aan de gevolgen van kanker. In het nummer Onweer zingt hij over dat grote gemis. Zijn vader Justus Verkerk is zijn manager. Hij heeft een oudere en jongere zus.

## Prijzen
- 2022: Nominatie Edison 'Nieuwkomer'[6]
- 2022: Meest gestreamde artiest op Spotify[8]
- 2022: Meest gestreamde single op Spotify[8]
- 2022: The Best Social Award in de categorie 'Beste Artiest'[14]
- 2023: Qmusic Top 40 Award voor 'Beste Artiest Nationaal'[9]
- 2023: Edison 'Pop'[10]
- 2023: Kristallen Film[11]